# Nash (Telford and Wrekin)
Nash – była wieś w Anglii, w hrabstwie ceremonialnym Shropshire, w dystrykcie (unitary authority) Telford and Wrekin. Leży 14 km na wschód od miasta Shrewsbury i 212 km na północny zachód od Londynu.